# Peribatodes perfumaria
Peribatodes perfumaria är en fjärilsart som beskrevs av Newman 1865. Peribatodes perfumaria ingår i släktet Peribatodes och familjen mätare. Inga underarter finns listade i Catalogue of Life.